# Viktoria Hedwig Karoline von Anhalt-Bernburg-Schaumburg-Hoym

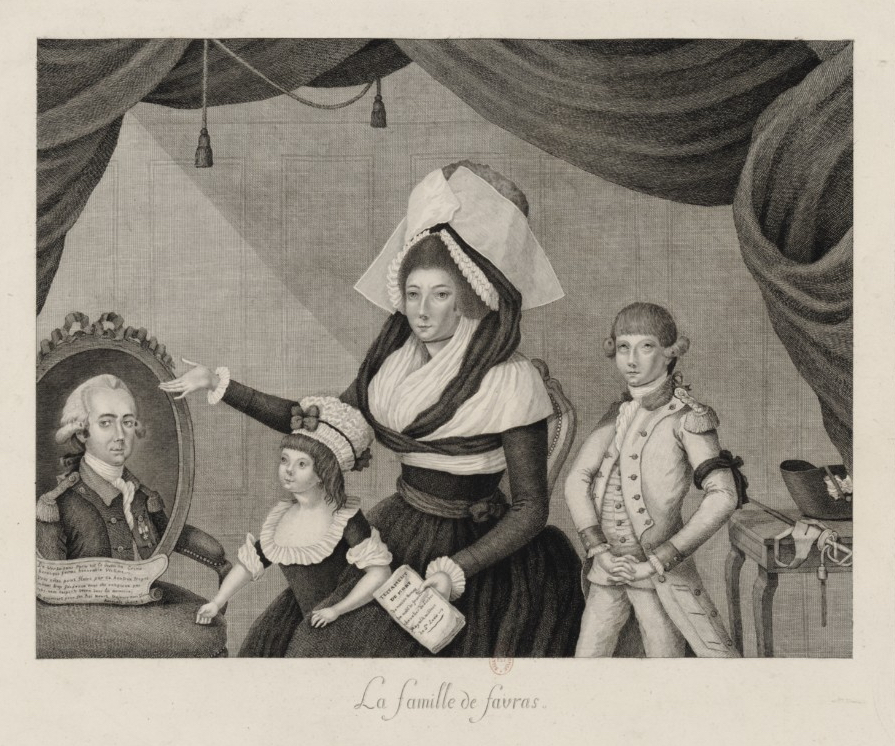

Viktoria Hedwig Karoline von Anhalt-Bernburg-Schaumburg-Hoym (* 9. Januar 1749 in Stevensweert; † 26. Juni 1841 in Eger) aus dem Haus der Askanier war eine “Prinzessin von Anhalt-Bernburg-Schaumburg-Hoym”, Freifrau von Bärental und durch Heirat Marquise de Favras.

## Leben
Karoline war die einzige Tochter des Fürsten Karl Ludwig von Anhalt-Bernburg-Schaumburg-Hoym (1723–1806) aus dessen Ehe mit Benjamine Gertrud Kaiser (1729–1787). Der Vater verließ seine Gemahlin schon im Jahr nach der Eheschließung, zu der es durch eine gefälschte väterliche Einwilligung des Vaters des Prinzen gekommen war, nach der Geburt Karolines. Die Ehe ihrer Eltern wurde 1757 durch Gerichtsbeschluss in Den Haag für nichtig erklärt. Die Mutter begab sich nach Paris und fand Aufnahme im Haus des französischen Fürsten Soubise.
Karoline heiratete am 26. Januar 1778 in Mannheim Thomas de Mahy, Marquis de Favras (1744–1790), einen Offizier der Garde des Grafen von Provence. Nach der Eheschließung begab sich ihr Mann nach Wien, um sich für die Rechte seiner Gemahlin als Prinzessin von Anhalt einzusetzen. Der Reichshofrat lehnte dieses Ansinnen am 11. Mai 1778 ab, ebenso scheiterte Karoline am 14. September 1780 beim Reichshofrat mit dem Versuch der Anerkennung als Gräfin von Anhalt. Jedoch setzte Karoline beim Reichshofrat jährliche Dotationen des anhaltinischen Fürstenhauses durch. Karoline nannte sich später Baronin von Bärental.
Am Abend des 24. Dezember 1789 wurden Karoline und ihr Mann zu Beginn der Französischen Revolution auf Befehl des Untersuchungsausschusses der Pariser Gemeinde verhaftet und zwei Tage später beim Châteletgericht wegen konterrevolutionärer Umtriebe und Verbrechen gegen die Nation angeklagt. Das Ehepaar kam in Haft. Favras wurde zum Tode verurteilt und am 19. Februar 1790 in Paris hingerichtet. In seinem Testament bat er um Schutz und Unterstützung für seine Gattin und seine beiden Kinder. Noch vor der Hinrichtung ihres Mannes war Karoline aus der Haft entlassen worden, sie verließ Frankreich und erhielt als „Witwe Favras“ vom französischen Hof als Entschädigung später jährliche Geldzuwendungen.
Aus ihrer Ehe hatte Karoline zwei Kinder. Ihr Sohn Charles de Mahy diente in österreichischen und russischen Militärdiensten und verscholl 1830. Ihre Tochter Karoline (1787–1865) heiratete 1805 Freiherr Rudolf Rüdiger von Stillfried und Rattonitz (1764–1833).